# Damernas 4 × 100 meter frisim vid världsmästerskapen i kortbanesimning 2022
Damernas 4 × 100 meter frisim vid världsmästerskapen i kortbanesimning 2022 avgjordes den 13 december 2022 i Melbourne Sports and Aquatic Centre i Melbourne i Australien.
Guldet togs av Australiens kapplag som noterade ett nytt världsrekord efter ett lopp på 3 minuter och 25,43 sekunder. Silvret togs av USA och bronset av Kanada.

## Rekord
Inför tävlingens start fanns följande världs- och mästerskapsrekord:
|                   | Nation        | Tid     | Ort         | Datum           |
| ----------------- | ------------- | ------- | ----------- | --------------- |
| Världsrekord      | Nederländerna | 3.26,53 | Doha, Qatar | 5 december 2014 |
| Mästerskapsrekord | Nederländerna | 3.26,53 | Doha, Qatar | 5 december 2014 |

Följande nya rekord noterades under mästerskapet:
| Datum       | Omgång | Namn                                                                                     | Nation     | Tid     | Rekord     |
| ----------- | ------ | ---------------------------------------------------------------------------------------- | ---------- | ------- | ---------- |
| 13 december | Final  | Mollie O'Callaghan (52,19) Madison Wilson (51,28) Meg Harris (52,00) Emma McKeon (49,96) | Australien | 3.25,43 | 0VR0, 0MR0 |

## Resultat

### Försöksheat
Försöksheaten startade klockan 13:09.
| Placering | Heat | Bana | Nation         | Simmare                                                                                                   | Tid     | Noteringar |
| --------- | ---- | ---- | -------------- | --- | ------- | ---------- |
| 1         | 2    | 3    | Australien     | Meg Harris (52,11) Madison Wilson (51,43) Leah Neale (53,28) Emma McKeon (51,76)                          | 3.28,58 | 0Q0, 0AR0  |
| 2         | 1    | 5    | Nederländerna  | Kim Busch (53,28) Valerie van Roon (53,12) Kira Toussaint (52,30) Marrit Steenbergen (51,72)              | 3.30,42 | 0Q0        |
| 3         | 2    | 4    | Kanada         | Rebecca Smith (52,75) Katerine Savard (52,90) Mary-Sophie Harvey (53,13) Taylor Ruck (51,91)              | 3.30,69 | 0Q0        |
| 4         | 1    | 4    | USA            | Erika Brown (52,83) Erin Gemmell (52,84) Natalie Hinds (52,70) Torri Huske (52,74)                        | 3.31,11 | 0Q0        |
| 5         | 1    | 3    | Kina           | Yang Junxuan (52,95) Liu Shuhan (52,94) Wu Qingfeng (52,96) Cheng Yujie (53,20)                           | 3.32,05 | 0Q0        |
| 6         | 2    | 5    | Sverige        | Sara Junevik (52,79) Sofia Åstedt (53,65) Klara Thormalm (54,50) Michelle Coleman (52,23)                 | 3.33,17 | 0Q0        |
| 7         | 2    | 6    | Storbritannien | Anna Hopkin (52,12) Isabella Hindley (53,55) Medi Harris (54,56) Abbie Wood (53,23)                       | 3.33,46 | 0Q0        |
| 8         | 1    | 6    | Japan          | Rio Shirai (53,69) Chihiro Igarashi (52,63) Yume Jinno (53,49) Miki Takahashi (53,83)                     | 3.33,64 | 0Q0        |
| 9         | 2    | 2    | Brasilien      | Giovanna Diamante (53,99) Stephanie Balduccini (53,82) Aline Rodrigues (55,08) Gabrielle Roncatto (55,72) | 3.38,61 |            |
| 10        | 2    | 7    | Slovakien      | Lillian Slušná (55,34) Tamara Potocká (54,46) Zora Ripková (55,62) Teresa Ivanová (53,81)                 | 3.39,23 | 0NR0       |
| 11        | 1    | 7    | Hongkong       | Sze Hang-yu (54,12) Stephanie Au (55,15) Chan Kin Lok (55,82) Ho Nam Wai (55,19)                          | 3.40,28 |            |
| 12        | 1    | 1    | Nya Zeeland    | Emma Godwin (54,56) Rebecca Moynihan (53,29) Hazel Ouwehand (56,54) Summer Osborne (56,08)                | 3.40,47 |            |
| 13        | 1    | 2    | Sydafrika      | Milla Drakopoulos (56,97) Caitlin de Lange (53,33) Emily Visagie (57,08) Rebecca Meder (54,19)            | 3.41,57 | 0AR0       |
| 14        | 2    | 1    | Peru           | Rafaela Fernandini (55,43) McKenna de Bever (55,68) Alexia Sotomayor (57,86) María Fe Muñoz (58,25)       | 3.47,22 | 0NR0       |

### Final
Finalen startade klockan 21:22.
| Placering | Bana | Nation         | Simmare                                                                                      | Tid     | Noteringar |
| --------- | ---- | -------------- | -------------------------------------------------------------------------------------------- | ------- | ---------- |
| 1         | 4    | Australien     | Mollie O'Callaghan (52,19) Madison Wilson (51,28) Meg Harris (52,00) Emma McKeon (49,96)     | 3.25,43 | 0VR0       |
| 2         | 6    | USA            | Torri Huske (51,73) Kate Douglass (51,17) Claire Curzan (51,59) Erika Brown (51,80)          | 3.26,29 | 0AR0       |
| 3         | 3    | Kanada         | Rebecca Smith (52,68) Taylor Ruck (51,49) Maggie Mac Neil (51,11) Katerine Savard (52,78)    | 3.28,06 | 0NR0       |
| 4         | 7    | Sverige        | Sara Junevik (52,46) Michelle Coleman (51,76) Louise Hansson (52,15) Sofia Åstedt (52,98)    | 3.29,35 |            |
| 5         | 5    | Nederländerna  | Kim Busch (53,37) Kira Toussaint (52,33) Valerie van Roon (52,98) Marrit Steenbergen (50,91) | 3.29,59 |            |
| 6         | 2    | Kina           | Yang Junxuan (53,02) Cheng Yujie (52,51) Wu Qingfeng (52,52) Zhang Yufei (51,91)             | 3.29,96 |            |
| 7         | 1    | Storbritannien | Anna Hopkin (51,81) Isabella Hindley (53,80) Medi Harris (54,03) Abbie Wood (53,83)          | 3.33,47 |            |
| 8         | 8    | Japan          | Rio Shirai (53,95) Chihiro Igarashi (53,09) Yume Jinno (53,26) Miki Takahashi (54,48)        | 3.34,78 |            |